# Gonatopsis
Gonatopsis zijn een geslacht van inktvissen uit de  familie van de Gonatidae.

## Soorten
- Gonatopsis borealis Sasaki, 1923
- Gonatopsis japonicus Okiyama, 1969
- Gonatopsis makko Okutani & Nemoto, 1964
- Gonatopsis octopedatus Sasaki, 1920
- Gonatopsis okutanii Nesis, 1972